# Serieåret 1960

## Händelser

### Oktober
- Oktober - Svenska Mad börjar ges ut.[1]

### Okänt datum
- I Sverige övertar Nils Egerbrandt serien 91:an Karlsson.
- Serietidningen TV-serier startas i Sverige.[1]
- Serietidningen Lilla Lotta och Plutten introduceras i Sverige.[2]
- Den svenska serietidningen Teddy läggs ner.[3]

## Utgivning

### Album
- Besökaren från urtiden (Spirou) [4]
- Bröderna Dalton på rymmen (Lucky Luke) [5]
- Buddhas fånge (Spirou) [4]
- Familjen Marsupilami (Spirou) [4]
- Tintin i Tibet [6]
- Vägen till Oklahoma (Lucky Luke) [5]

## Födda
- 1 januari - James O'Barr, amerikansk serieskapare.
- 27 februari - Jeff Smith, amerikansk serieskapare.
- 24 mars - Jan Berglin, svensk serietecknare.
- 10 juni - Scott McCloud, amerikansk serietecknare.
- 5 juli - Stefan Diös, svensk översättare av Kalle Anka & C:o.
- 5 september - David Nessle, svensk serieskapare och författare.
- 16 september - Mike Mignola, amerikansk serietecknare, skapare av Hellboy.
- 10 november - Neil Gaiman, brittisk författare, skapare av The Sandman.
- 22 december - Phoebe Gloeckner, amerikansk serieskapare.

### Fotnoter
1. 1 2  Swecomics
2. ↑  Swecomics
3. ↑  Swecomics
4. 1 2 3  ”Spirou enligt Franquin”. Arkiverad från originalet den 23 juli 2010. https://web.archive.org/web/20100723064409/http://www.mantagraphics.com/franquin/helaalbum.htm. Läst 12 mars 2011.
5. 1 2  ”Lucky Luke på svenska”. Arkiverad från originalet den 11 november 2014. https://web.archive.org/web/20141111004811/http://www.visit.se/~dampgrodan/album_kronolog.html. Läst 12 mars 2011.
6. ↑  ”Tintin”. http://en.tintin.com/albums/show/id/44/page/0/0/tintin-in-tibet. Läst 12 mars 2011.